# Trascrizione diplomatica
In filologia per trascrizione diplomatica si intende la copia fedele, a partire dal manoscritto preso in esame, di quanto il copista (o l'autore stesso nel caso in cui si tratti di un manoscritto autografo) ha trasmesso.
Nella trascrizione diplomatica il manoscritto viene trascritto così come si presenta, vengono sciolte le abbreviazioni e riportate tra parentesi, si lascia immutata la forma ortografica originale.